# Айбек Усупов
Айбек Усупов (кирг. Айбек Усупов; нар. 16 вересня 1988, село Ак-Сай Тонський район, Іссик-Кульська область, Киргизька РСР, СРСР) — киргизький борець вільного стилю, срібний та бронзовий призер чемпіонатів Азії, бронзовий призер Кубку світу.

## Життєпис
Боротьбою почав займатися у 7 класі. Першим тренером був його батько Тинчилик Усупов. Для того, щоб Айбек професійно займався вільною боротьбою, батьки переїхали до міста та віддали його до спортивної школи. Там його тренував Меліс Апилов. Побачивши здатність Айбека, тренер відправив його до столиці, де Айбек почав брати участь у різноманітних змаганнях.
У 2011 році став бронзовим призером чемпіонату Азії. 2013 року здобув срібну медаль цього ж турніру.
У 2014 році визнаний найкращим спортсменом Киргизстану.
У 2016 році став чемпіоном Киргизстану з вільної боротьби.
Виступав за спортивний клуб профспілок, Бішкек. Тренер — Шаїрбек Бекболієв (з 2002).

### Родина
Молодший брат Саякбай Усупов (нар. 1995) чемпіон Киргизстану (2015—2016), бронзовий призер чемпіонатів Азії 2016 та 2021 років. У 2022 році дискваліфікований на 12 років за порушення антидопінгових правил. В його допінг-пробах знайдені заборонені речовини — метаболіт дростанолону та метаболіт тренболону.

## Спортивні результати на міжнародних змаганнях

### Виступи на Чемпіонатах світу
| Змагання                        | Збірна     | Вагова категорія          | Місце |
| ------------------------------- | ---------- | ------------------------- | ----- |
| Чемпіонат світу з боротьби 2009 | Киргизстан | вільна боротьба, до 84 кг | 29    |
| Чемпіонат світу з боротьби 2011 | Киргизстан | вільна боротьба, до 84 кг | 32    |

### Виступи на Чемпіонатах Азії
| Змагання                       | Збірна     | Вагова категорія          | Місце  |
| ------------------------------ | ---------- | ------------------------- | ------ |
| Чемпіонат Азії з боротьби 2010 | Киргизстан | вільна боротьба, до 84 кг | 5      |
| Чемпіонат Азії з боротьби 2011 | Киргизстан | вільна боротьба, до 84 кг | Бронза |
| Чемпіонат Азії з боротьби 2012 | Киргизстан | вільна боротьба, до 84 кг | 10     |
| Чемпіонат Азії з боротьби 2013 | Киргизстан | вільна боротьба, до 84 кг | Срібло |
| Чемпіонат Азії з боротьби 2016 | Киргизстан | вільна боротьба, до 86 кг | 5      |

### Виступи на Азійських іграх
| Змагання           | Збірна     | Вагова категорія          | Місце |
| ------------------ | ---------- | ------------------------- | ----- |
| Азійські ігри 2010 | Киргизстан | вільна боротьба, до 84 кг | 9     |

### Виступи на Кубках світу
| Змагання                    | Збірна     | Вагова категорія          | Місце  |
| --------------------------- | ---------- | ------------------------- | ------ |
| Кубок світу з боротьби 2011 | Киргизстан | вільна боротьба, до 84 кг | Бронза |

### Виступи на Чемпіонатах світу серед студентів
| Змагання                                        | Збірна     | Вагова категорія          | Місце |
| ----------------------------------------------- | ---------- | ------------------------- | ----- |
| Чемпіонат світу з боротьби серед студентів 2014 | Киргизстан | вільна боротьба, до 86 кг | 10    |

### Виступи на інших змаганнях
| Змагання                                                         | Збірна     | Вагова категорія          | Місце  |
| ---------------------------------------------------------------- | ---------- | ------------------------- | ------ |
| Золотий Гран-прі з боротьби 2010 (Баку)                          | Киргизстан | вільна боротьба, до 84 кг | 17     |
| Золотий Гран-прі з боротьби 2011 (Баку)                          | Киргизстан | вільна боротьба, до 84 кг | 13     |
| Олімпійський кваліфікаційний турнір з боротьби 2012 (Астана)     | Киргизстан | вільна боротьба, до 84 кг | 8      |
| Олімпійський кваліфікаційний турнір з боротьби 2012 (Тайюань)    | Киргизстан | вільна боротьба, до 84 кг | 16     |
| Олімпійський кваліфікаційний турнір з боротьби 2012 (Гельсінкі)  | Киргизстан | вільна боротьба, до 84 кг | 20     |
| Турнір Яшара Догу 2014                                           | Киргизстан | вільна боротьба, до 86 кг | 25     |
| Турнір Яшара Догу 2014                                           | Киргизстан | вільна боротьба, до 70 кг | 15     |
| Олімпійський кваліфікаційний турнір з боротьби 2016 (Улан-Батор) | Киргизстан | вільна боротьба, до 86 кг | 9      |
| Кубок Тахті 2018                                                 | Киргизстан | вільна боротьба, до 97 кг | Бронза |

### Виступи на змаганнях молодших вікових груп
| Змагання                                      | Збірна     | Вагова категорія          | Місце |
| --------------------------------------------- | ---------- | ------------------------- | ----- |
| Чемпіонат Азії з боротьби серед юніорів 2008  | Киргизстан | вільна боротьба, до 84 кг | 9     |
| Чемпіонат світу з боротьби серед юніорів 2008 | Киргизстан | вільна боротьба, до 84 кг | 11    |